# Rádio Comercial
A Rádio Comercial é uma rádio nacional portuguesa (com cobertura em Portugal Continental) do grupo Bauer Media Audio Portugal. Passa música pop, dance e rock actual e dos últimos dez anos. Actualmente, o seu director de programas é Pedro Ribeiro, sendo este, simultaneamente, animador do Programa da Manhã da estação. 

## História
Foi criada em 12 de março de 1979, sucedendo ao Rádio Clube Português, cujas frequências ocupou. Fazia parte do serviço público da RDP — Radiodifusão Portuguesa tendo como director João David Nunes. Desde então ocupa as instalações na Rua Sampaio e Pina, em Lisboa. 
A partir de 1987 formou um grupo com a Rádio Comercial Norte, localizada no Porto e sucessora dos Emissores do Norte Reunidos. As duas rádios foram separadas da RDP pelo Decreto-Lei n.º 198/92, de 23 de setembro e privatizadas em 1993, tendo sido adquiridas pelo grupo Correio da Manhã. No mesmo ano, a Rádio Comercial Norte foi encerrada. 
Em 1997 a Rádio Comercial foi vendida ao grupo Media Capital.  
É atualmente a rádio com maior share de audiência em Portugal, com 24,1% e entre julho de 2012 e maio de 2017 foi a rádio mais ouvida em Portugal (através de audiência acumulada de véspera), sucedendo e sendo sucedida pela RFM como a rádio líder no país. A 15 de julho de 2015, a rádio entrou para a história como a rádio portuguesa com a maior audiência de sempre, ao atingir uma média de 1 484 000 ouvintes por dia.
Em junho de 2022 a Bauer Media Audio anunciou a conclusão do processo de aquisição da Media Capital Rádios ao grupo Media Capital, que se passou a denominar-se de Bauer Media Audio Portugal.

## Locutores
- Pedro Ribeiro
- Vasco Palmeirim
- Ana Isabel Arroja
- Ana Delgado Martins
- Wilson Honrado
- Joana Azevedo
- Diogo Beja
- Vera Fernandes
- Nuno Markl
- Pedro Andrade
- Marta Campos
- Tecas
- Filipa Galrão
- Renato Duarte
- Mariana Pinto
- André Penim

## Programação
| DIA DA SEMANA | PROGRAMA                           | HORÁRIO | EQUIPA                                                  | RÚBRICAS |
| ------------- | ---------------------------------- | ------- | ------------------------------------------------------- | --- |
| 2ªf a 6ªf     | Manhãs da Comercial                | 07h-10h | Pedro Ribeiro Vasco Palmeirim Vera Fernandes Nuno Markl | Mixórdia de Temáticas - Ricardo Araújo Pereira Bem-vindo a mais um episódio de. - Manuel Cardoso O Homem Que Mordeu o Cão - Nuno Markl |
| 2ªf a 6ªf     |                                    | 10h-13h | Renato Duarte Filipa Galrão                             | |
| 2ªf a 6ªf     |                                    | 13h-16h | Tecas Pedro Andrade                                     | |
| 2ªf a 6ªf     | Já Se Faz Tarde                    | 16h-19h | Diogo Beja Joana Azevedo                                | Adivinha da Joana Eu É Que Sei |
| 2ªf a 6ªf     | Comercial By Night                 | 22h-01h | Ana Delgado Martins                                     | |
| Sábado        | Enquanto Houver Estrada Para Andar | 08h-10h |                                                         | |
| Domingo       | The Weekend                        | 01h-02h | Wilson Honrado                                          | |
| Domingo       | Fast Forward                       | 10h-11h | Vasco Palmeirim                                         | |
| Domingo       | TNT - Todos No Top                 | 18h-20h | Mariana Pinto André Penim                               | |

## So Get Upe Rádio Comercial
Durante um período de um ano, do final de 1992 ao final de 1993, o artista grego-californiano Ithaka Darin Pappas, que viveu em Lisboa por um período de seis anos, apresentou um pequeno segmento de língua inglesa na Rádio Comercial chamado Lounge Lizard Larry dentro do programa diário da tarde, Quarto Bairro.
O Quarto Bairro foi produzido por Eduardo Guerra e gravado por Pedro Costa (atualmente DJ na Antena 3), com notícias de Sílvia Souto Cunha (atual editora da Visão). Para as sequências de Lounge Lizard Larry, Ithaka lia, em sua maioria, seus próprios poemas, escritos especificamente para o show, no topo das faixas instrumentais de hip-hop do lado B.

Em um dia, no final de 1992, em um café fora dos estúdios da Rádio Comercial no bairro chamado Amoreiras, Ithaka escreveu um poema chamado "The End Of The Earth Is Upon Us" e, alguns minutos após a conclusão, o leu ao vivo em cima de um instrumental do grupo Naughty by Nature. Alguns meses depois, ele gravou uma demo com música original em Manchester, Inglaterra, com música original. E cerca de oito meses depois disso, o um grupo de música eletrônica Underground Sound of Lisbon, que o ouvia ler seus escritos no ar, convidou-o a regravar The End Of The Earth Is Upon Us com sua música para o Lado B dum single de vinil de 12" que eles estavam gravando. Ao longo das décadas, a tema retificada como "So Get Up", alcançou uma ampla gama de lançamentos e remixes de artistas internacionais, mas a gravação original do poema vocal ocorreu na Rádio Comercial em Lisboa.

## Rádios digitais
A Rádio Comercial tem várias emissões 24/7 através do seu site:
| Estação                    | Emissão |
| -------------------------- | ------- |
| Rádio Comercial            | Emissão |
| Comercial Rádio Rock       | Emissão |
| Comercial Dance            | Emissão |
| Comercial by Night         | Emissão |
| Comercial One Hit Wonders  | Emissão |
| Comercial Portugal         | Emissão |
| Comercial Brasil           | Emissão |
| Comercial 90s              | Emissão |
| Comercial 2000s            | Emissão |
| Comercial Santos Populares | Emissão |

## Frequências
A Rádio Comercial emite em FM Estéreo. Abaixo a lista de frequências e respectiva potência em kW:
- 88,1 MHz - Fóia (Serra de Monchique) → 10 kW;
- 88,7 MHz - Régua, Lamego → 5 kW;
- 88,9 MHz - Vila Real - Vila Pouca de Aguiar → 10 kW;
- 89,0 MHz - Fátima, Leiria, Soure → 1 kW;
- 89,3 MHz - Viana do Castelo → 0,4 kW ;
- 90,8 MHz - Coimbra, Viseu;
- 91,9 MHz - Serra de Bornes (Bragança) → 10 kW;
- 92,0 MHz - Serra do Mendro (Beja - sinal para os distritos de Beja, Évora e parte do de Portalegre → 50 kW;
- 92,2 MHz - Aveiro - Oliveirinha → 0,2 kW;
- 93,9 MHz - Bragança - Samil → 10 kW;
- 94,3 MHz - Viseu → 0,5 kW;
- 95,8 MHz - Mértola (Beja) → 0,4 kW;
- 96,1 MHz - Faro - Cerro de São Miguel-Goldra → 10 kW;
- 96,1 MHz - Guarda/P. Vento → 10 kW;
- 96,8 MHz - Grândola → 10 kW;
- 97,4 MHz - Lisboa → 44 kW;
- 97,7 MHz - Porto - Monte da Virgem → 44 kW;
- 98,2 MHz - Castelo Branco, Alcains → 10 kW;
- 98,5 MHz - Sintra → 0,3 kW;
- 98,9 MHz - Portalegre (Serra da Marada Alta) → 10 kW;
- 99,0 MHz - Valença do Minho - Monte do Faro → 10 kW;
- 99,2 MHz - Braga - Sameiro → 5 kW;
- 99,8 MHz - Cadaval, Alenquer → 10 kW;
- 103,1 MHz - Vouzela - Pico da Pena → 0,2 kW;
- 105,9 MHz - Elvas (Alto de Vila Boim) → 1 kW;